# Anthene lachares
Anthene lachares är en fjärilsart som beskrevs av William Chapman Hewitson 1878. Anthene lachares ingår i släktet Anthene och familjen juvelvingar. Inga underarter finns listade i Catalogue of Life.

## Bildgalleri

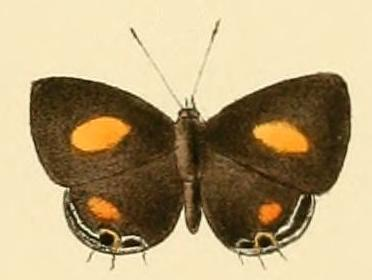
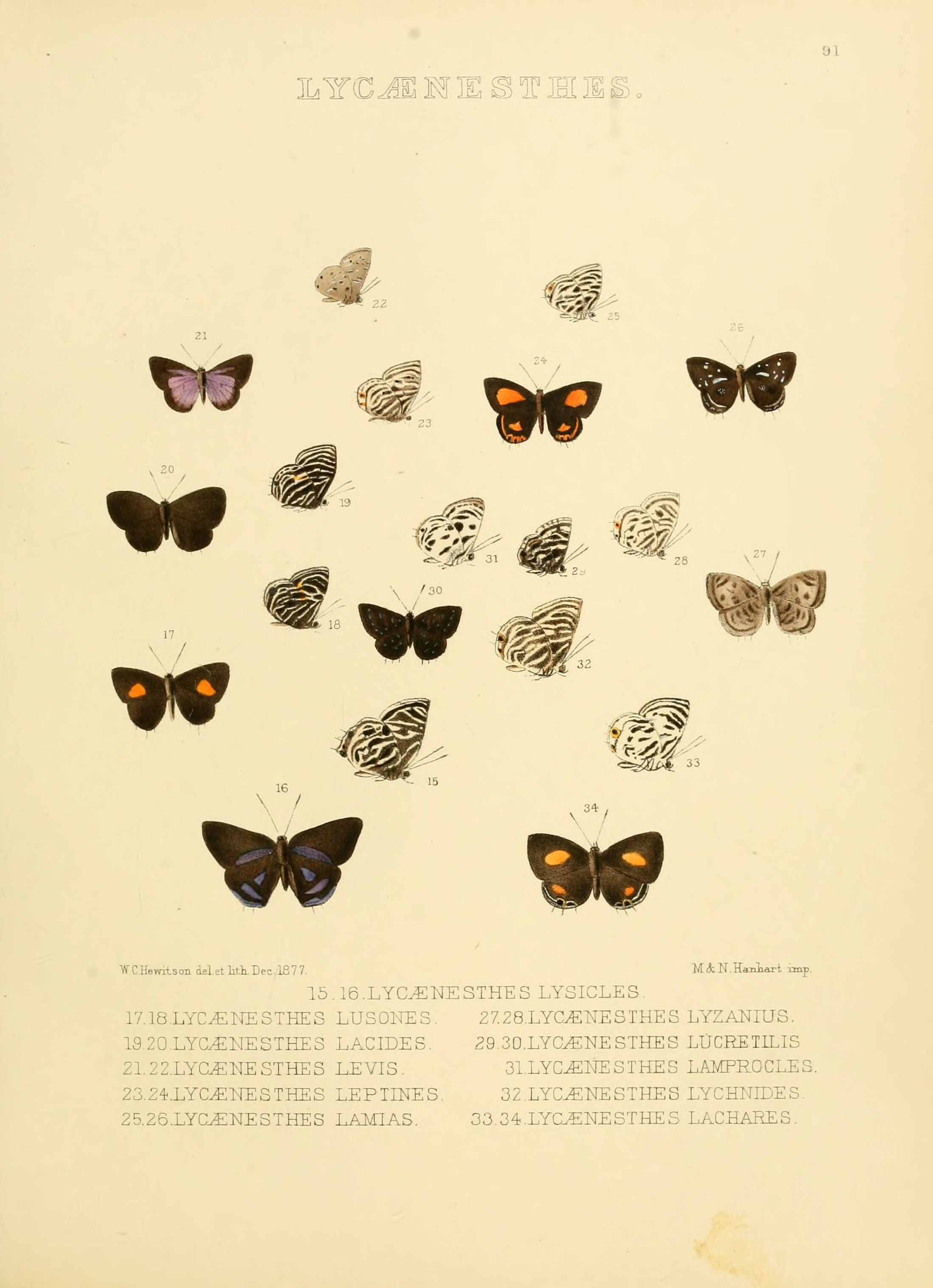